# Klonus
Klonus (trząs) – ciąg mimowolnych skurczów włókien mięśniowych wywołanych przez nagłe rozciąganie mięśnia. Klonusy są charakterystyczne dla zespołu piramidowego. W przeciwieństwie do samoistnych drobnych drgań (fascykulacji) występujących w przypadku uszkodzenia dolnego (obwodowego) neuronu ruchowego klonusy zawsze są wywołane na drodze odruchowej (są wynikiem znacznego wygórowania odruchu) oraz posiadają znaczną amplitudę. 
Podstawowe klonusy rozpoznawane w badaniu neurologicznym:
- rzepkotrząs – rytmiczne skurcze mięśnia czworogłowego uda poruszające rzepką, wywołane przez energiczne szarpnięcie rzepki ku dołowi,
- stopotrząs – rytmiczne drgania stopy po energicznym grzbietowym zgięciu stopy a następnie przytrzymaniu w uzyskanej pozycji; stopa nie przestaje drgać aż do zmiany jej ułożenia.